# ألفونسو باروت
ألفونسو باروت (بالإسبانية: Alfonso Parot) (15 أكتوبر 1988 بتالكا في تشيلي - ) هو لاعب كرة قدم تشيلي في مركز الدفاع. لعب مع نادي أونيفرسيداد كاتوليكا وهواتشيباتو وديبورتيفو نوبلينس ‏.

## روابط خارجية
- ألفونسو باروت على موقع قاعدة بيانات كرة القدم.إي يو (الإنجليزية)
- ألفونسو باروت على موقع ناشيونال فوتبول تيمز (الإنجليزية)
- ألفونسو باروت على موقع Soccerway.com (الإنجليزية)
- ألفونسو باروت على موقع عالم كرة القدم.نت (الإنجليزية)
- ألفونسو باروت على موقع AS.com (الإسبانية)